# Scarve
Scarve ist eine französische Technical-Death-Metal-Band aus Nancy, Lothringen.

## Biografie
Die Band wurde im Oktober 1993 von Patrick Martin und Dirk Verbeuren gegründet und unterzeichnete 2001, nachdem sie bereits eine Demo-CD, eine MCD und ihr Debütalbum Translucence veröffentlicht hatten, einen weltweiten Plattenvertrag mit Listenable Records. Den Durchbruch schaffte die Band im Jahre 2004 mit dem Album Irradiant. 2006 veröffentlichten sie ein weiteres Album: The Undercurrent. Dieses wurde von Lawrence Mackrory eingesungen, nachdem Guillaume Bideau während der Aufnahmen kurzerhand die Band verlassen hatte und der neue Sänger von Mnemic wurde.

## Diskografie

### Demos
- 1994: Scarve

### EPs
- 1996: Six Tears Of Sorrow

### Studioalben
- 2000: Translucence
- 2002: Luminiferous
- 2004: Irradiant
- 2007: The Undercurrent